# Раса (Румунія)
Раса (рум. Rasa) — село у повіті Келераш в Румунії. Входить до складу комуни Гредіштя.
Село розташоване на відстані 86 км на схід від Бухареста, 14 км на захід від Келераші, 119 км на захід від Констанци.

## Населення
За даними перепису населення 2002 року у селі проживали 1344 особи.
Національний склад населення села:
| Національність | Кількість осіб | Відсоток |
| -------------- | -------------- | -------- |
| румуни         | 1319           | 98,1%    |
| цигани         | 24             | 1,8%     |

Рідною мовою назвали:
| Мова      | Кількість осіб | Відсоток |
| --------- | -------------- | -------- |
| румунська | 1336           | 99,4%    |
| циганська | 7              | 0,5%     |